# Гимн Украинской ССР
Государственный гимн Украинской Советской Социалистической Республики (укр. Державний гімн Української Радянської Соціалістичної Республіки) — государственный гимн Украинской ССР с 1949 года по 1992 год.

## История
После образования Советского Союза с 1922 года по 1944 год в качестве государственного гимна в Союзе ССР использовался «Интернационал». 21 ноября 1949 года был утверждён гимн Украинской Советской Социалистической Республики (УССР).
Автор текста гимна УССР — поэт Павел Григорьевич Тычина, музыка гимна создавалась коллективом композиторов под руководством Антона Лебединца.
С 1953 года по 1977 год государственный гимн исполнялся без слов. Текст гимна был переписан Николаем Платоновичем Бажаном с целью устранить из гимна упоминание о Сталине. 22 марта 1978 года измененная редакция гимна была официально утверждена.
Гимн был отменён 15 января 1992 года указом Президиума Верховной Рады Украины «О Государственном гимне Украины».
В 2010 году Коммунистическая партия Украины предприняла неудачную попытку утвердить вариант гимна Украины с музыкой гимна Украинской ССР и текстом авторства Игоря Орцева.
С 2015 года исполнение гимна Украинской ССР на Украине запрещено, а нарушителям грозит до 5 лет лишения свободы за «пропаганду советской и коммунистической символики».

## Текст гимна

### Текст гимна (1949—1953)
| Оригинал Живи, Україно, прекрасна і сильна, В Радянськім Союзі ти щастя знайшла. Між рівними рівна, між вільними вільна, Під сонцем свободи, як цвіт, розцвіла. Слава Союзу Радянському, слава! Слава Вітчизні народів-братів! Живи, Україно, радянська державо, Возз’єднаний краю на віки-віків! Нам завжди у битвах за долю народу Був другом і братом російський народ, I Ленін осяяв нам путь на свободу, I Сталін веде нас до світлих висот. Слава Союзу Радянському, слава! Слава Вітчизні народів-братів! Живи, Україно, радянська державо, Возз’єднаний краю на віки-віків! Розіб’ємо всі ми ворожі навали Народного гніву священним мечем! Під стягом радянським ми дужими стали I в світ комунізму велично ідем! Слава Союзу Радянському, слава! Слава Вітчизні народів-братів! Живи, Україно, радянська державо, Возз’єднаний краю на віки-віків! |  | Подстрочный перевод Живи, Украина, прекрасная и сильная В Советском Союзе ты счастье нашла. Меж равными равная, средь свободных свободная, Под солнцем свободы, как цвет, расцвела. Слава Союзу Советскому, слава! Слава Отчизне народов-братьев! Живи Украина, советское государство, Воссоединённый край на веки веков! Нам всегда в битвах за судьбу народа Был другом и братом русский народ. И Ленин озарил нам путь к свободе, И Сталин ведёт нас к светлым высотам. Слава Союзу Советскому, слава! Слава Отчизне народов-братьев! Живи Украина, советское государство, Воссоединённый край на веки веков! Разобьём мы все вражеские нашествия Народного гнева священным мечом! Под знаменем советским мы сильными стали И в мир коммунизма величественно идём! Слава Союзу Советскому, слава! Слава Отчизне народов-братьев! Живи Украина, советское государство, Воссоединённый край на веки веков! |

С 1953 по 1977 год гимн исполнялся без слов.

### Текст гимна (1978—1992)
| Оригинал Живи, Україно, прекрасна і сильна, В Радянськім Союзі ти щастя знайшла. Між рівними рівна, між вільними вільна, Під сонцем свободи, як цвіт розцвіла. Слава Союзу Радянському, слава! Слава Вітчизні на віки-віків! Живи Україно, радянська державо, В єдиній родині народів-братів! Нам завжди у битвах за долю народу Був другом і братом російський народ, Нас Ленін повів переможним походом Під прапором Жовтня до світлих висот. Слава Союзу Радянському, слава! Слава Вітчизні на віки-віків! Живи Україно, радянська державо, В єдиній родині народів-братів! Ми славим трудом Батьківщину могутню, Утверджуєм правду безсмертних ідей. У світ комунізму — величне майбутнє Нас Ленінська партія мудро веде. Слава Союзу Радянському, слава! Слава Вітчизні на віки-віків! Живи Україно, радянська державо, В єдиній родині народів-братів! |  | Подстрочный перевод Живи, Украина, прекрасная и сильная В Советском Союзе ты счастье нашла. Меж равными равна, меж вольными вольна Под солнцем свободы, как цвет расцвела. Слава Союзу Советскому, слава! Слава Отчизне на веки веков! Живи Украина, советское государство, В единой семье народов-братьев! Нам всегда в битвах за судьбу народа Был другом и братом русский народ Нас Ленин повёл победным походом Под флагом Октября к светлым высотам. Слава Союзу Советскому, слава! Слава Отчизне на веки веков! Живи Украина, советское государство, В единой семье народов-братьев! Мы славим трудом Родину могучую Утверждаем правду бессмертных идей. В мир коммунизма — величественное будущее Нас Ленинская партия мудро ведёт. Слава Союзу Советскому, слава! Слава Отчизне на веки веков! Живи Украина, советское государство, В единой семье народов-братьев! |